# Albion (Maine)
Albion ist eine Town im Kennebec County des Bundesstaates Maine in den Vereinigten Staaten. Im Jahr 2020 lebten dort 2006 Einwohner in 937 Haushalten auf einer Fläche von 102,20 km².

## Geografie
Nach dem United States Census Bureau hat Albion eine Gesamtfläche von 102,20 km², von denen 100,57 km² Land sind und 1,63 km² aus Gewässern bestehen.

### Geografische Lage
Albion liegt im Nordosten des Kennebec Countys, an der Grenze zum Waldo County. Der Mill Stream und der Fifteenmile Stream fließen in nördlicher Richtung durch das Gebiet der Town und münden im Sebasticook River. Der Lovejoy Pond ist der größte See in Albion. Die Oberfläche ist eben, ohne größere Erhebungen.

### Nachbargemeinden
Alle Entfernungen sind als Luftlinien zwischen den offiziellen Koordinaten der Orte aus der Volkszählung 2010 angegeben.
- Norden: Benton, 8,7 km
- Nordosten: Unity, Waldo County, 9,5 km
- Osten: Freedom, Waldo County, 9,7 km
- Südosten: Palermo, Waldo County, 4,7 km
- Süden: China, 10,7 km
- Westen: Winslow, 14,7 km

### Stadtgliederung
In Albion gibt es vier Siedlungsgebiete: Albion, McDonald (ehemaliger Standort eines Postamtes), Sennetts Corner und South Albion.

### Klima
Die mittlere Durchschnittstemperatur in Albion liegt zwischen −7,2 °C (19° Fahrenheit) im Januar und 20,6 °C (69° Fahrenheit) im Juli. Damit ist der Ort gegenüber dem langjährigen Mittel der USA um etwa 6 Grad kühler. Die Schneefälle zwischen Oktober und Mai liegen mit bis zu zweieinhalb Metern mehr als doppelt so hoch wie die mittlere Schneehöhe in den USA; die tägliche Sonnenscheindauer liegt am unteren Rand des Wertespektrums der USA.

## Geschichte
Albion wurde zunächst im Jahr 1802 als Freetown Plantation organisiert. Im Jahr 1804 folgte die Organisation als Town unter dem Namen Fairfax. Dieser wurde am 10. März 1821 in Ligonia und am 25. Februar 1824 in Albion geändert. Albion gab 1818 Land ab, aus dem die Town China gegründet wurde. Hinzugenommen wurde im Jahr 1835 ein Gebiet, welches zuvor als Territory North of Albion bekannt war. Im Jahr 1853 wurde ein Teil der Unity Plantation hinzugenommen und 1863 wurde Land abgegeben, aus dem sich die Town Benton gründete.
Besiedelt wurde das Gebiet bereits im Jahr 1690 durch 6 Familien, die aus dem York County stammten.
Albion war an die Bahnstrecke Wiscasset–Burnham angeschlossen. Im Bereich des Bahnhofes in Albion wurde ein Teil des Gleises wieder aufgebaut.

### Einwohnerentwicklung
| Volkszählungsergebnisse – Town of Albion, Maine | Volkszählungsergebnisse – Town of Albion, Maine | Volkszählungsergebnisse – Town of Albion, Maine | Volkszählungsergebnisse – Town of Albion, Maine | Volkszählungsergebnisse – Town of Albion, Maine | Volkszählungsergebnisse – Town of Albion, Maine | Volkszählungsergebnisse – Town of Albion, Maine | Volkszählungsergebnisse – Town of Albion, Maine | Volkszählungsergebnisse – Town of Albion, Maine | Volkszählungsergebnisse – Town of Albion, Maine | Volkszählungsergebnisse – Town of Albion, Maine |
| Jahr                                            | 1800                                            | 1810                                            | 1820                                            | 1830                                            | 1840                                            | 1850                                            | 1860                                            | 1870                                            | 1880                                            | 1890                                            |
| ----------------------------------------------- | ----------------------------------------------- | ----------------------------------------------- | ----------------------------------------------- | ----------------------------------------------- | ----------------------------------------------- | ----------------------------------------------- | ----------------------------------------------- | ----------------------------------------------- | ----------------------------------------------- | ----------------------------------------------- |
| Einwohner                                       |                                                 | 924                                             | 1204                                            | 1393                                            | 1624                                            | 1604                                            | 1554                                            | 1356                                            | 1191                                            | 1042                                            |
| Jahr                                            | 1900                                            | 1910                                            | 1920                                            | 1930                                            | 1940                                            | 1950                                            | 1960                                            | 1970                                            | 1980                                            | 1990                                            |
| Einwohner                                       | 878                                             | 922                                             | 900                                             | 923                                             | 974                                             | 992                                             | 974                                             | 1056                                            | 1551                                            | 1736                                            |
| Jahr                                            | 2000                                            | 2010                                            | 2020                                            | 2030                                            | 2040                                            | 2050                                            | 2060                                            | 2070                                            | 2080                                            | 2090                                            |
| Einwohner                                       | 1946                                            | 2041                                            | 2006                                            |                                                 |                                                 |                                                 |                                                 |                                                 |                                                 |                                                 |

## Kultur und Sehenswürdigkeiten

### Bauwerke
In Albion wurde die Hussey-Littlefield Farm unter Denkmalschutz gestellt und 2016 unter der Register-Nr. 15000969 ins National Register of Historic Places aufgenommen.

## Wirtschaft und Infrastruktur

### Verkehr
Der U.S. Highway 202 verläuft in nordsüdlicher Richtung durch Albion und verbindet Albion im Norden mit Bangor und im Süden mit Portland. Die Maine State Route 137 zweigt in östlicher Richtung vom Highway ab.

### Öffentliche Einrichtungen
Es gibt keine medizinischen Einrichtungen oder Krankenhäuser in Albion. Die nächstgelegenen befinden sich in Waterville.
In Albion befindet sich die Albion Public Library in der Maine Street.

### Bildung
Albion gehört mit Benton, Clinton und Fairfield zum M.S.A.D. #49.
Im Schulbezirk werden folgende Schulen angeboten:
- Albion Elementary School in Albion, mit Schulklassen vom Kindergarten bis 6. Schuljahr
- Benton Elementary School in Benton, mit Schulklassen vom 1. bis 6. Schuljahr
- Clinton Elementary School in Albion, mit Schulklassen vom Kindergarten bis 6. Schuljahr
- Fairfield Primary, mit Gruppen Pre-Kindergarten und Kindergarten
- Lawrence Junior High School  in Fairfield
- Lawrence High School  in Fairfield

## Persönlichkeiten

### Söhne und Töchter der Stadt
- Elijah Parish Lovejoy (1802–1837), Abolitionist
- Owen Lovejoy (1811–1864), Politiker